# Ядерна війна: Сценарій
«Ядерна війна: сценарій» (англ. Nuclear War: A Scenario) — науково-популярний роман американської журналістки Енні Якобсен, опублікований у 2024 році. У ньому викладено графік гіпотетичної ядерної війни, починаючи з першого удару Північної Кореї по континентальній частині Сполучених Штатів.

## Зміст
Роман переповідає стандарт військового протоколу США на випадок отримання ядерного удару по своїй території. Зокрема, критикуючи політику «запуск за попередженням» як потенційно ескалаційну і катастрофічну для держав-власниць ядерної зброї, з висновком, що будь-який ядерний конфлікт закінчитися вимиранням людства.
Оповідь побудована з показом щохвилинної аналітики конфліктної ситуації, завдяки різним думкам, в якій Північна Корея атакує Вашингтон, округ Колумбія, за допомогою міжконтинентальної балістичної ракети Hwasong-17 і атомну електростанцію «Діабло-Каньйон» за допомогою БРПЛ Pukguksong-1, повністю знищуючи їх і спричиняючи ядерну катастрофу. У відповідь Сполучені Штати запускають десятки МБР LGM-30 Minuteman на враження території Північної Кореї, які мають пролетіти над Полярним колом і Росією, щоб досягти своїх цілей. Сприймаючи це як напад на свою територію, російські військові починають контратаку на США та країни-союзники по НАТО. Після поступового розгортання у дію військового та ядерного арсеналу країн світу, планету охоплює ядерна зима, яка робить Північну півкулю непридатною для життя.

## Адаптація
У квітні 2024 року було оголошено, що студія Legendary Entertainment придбала права на екранізацію книги, режисером якої стане канадський режисер Дені Вільнев.